# Adriano Antão Barata Salgueiro
Adriano Antão Barata Salgueiro (Oleiros, 1814 - Lisboa, 6 de Maio de 1895) foi um prestigiado advogado português, benemérito da cidade de Lisboa por ter cedido parte dos seus terrenos para nesta construir a Avenida da Liberdade.

## Biografia
Nascido em 1814 na vila de Álvaro, hoje pertencente ao concelho de Oleiros, no distrito de Castelo Branco, Beira Baixa, formou-se na Faculdade de Direito da Universidade de Coimbra, tendo vindo para Lisboa exercer advocacia. Tornou-se notável como advogado, pelo que adquiriu uma avultada fortuna em bens e dinheiro. Publicou pareceres jurídicos: «Consulta e parecer sobre diversas questões de sucessão e posse dum vínculo» (Lisboa, 1854); e «Refutação do memorial de Dona Joana Ulman Veiga sobre a questão do casamento de sua filha Dona Paulina Francisca da Veiga com António Alves de Sousa» (Lisboa, 1860).
Quando José Gregório da Rosa Araújo, o presidente da Câmara Municipal de Lisboa responsável pela construção da Avenida da Liberdade entre 1879 e 1886, se propôs construi-la, Adriano Antão Barata Salgueiro, para que as obras tomassem maior desenvolvimento, cedeu à Câmara Municipal vários terrenos, uns gratuitamente e outros a um preço diminuto. A Câmara Municipal de Lisboa, como reconhecimento, considerou-o benemérito da capital e deu o seu nome a uma artéria perpendicular à Avenida da Liberdade, junto à sua residência. A Rua Barata Salgueiro, arruamento perpendicular à Avenida da Liberdade, em direcção à antiga Azinhaga do Val Pereiro, onde hoje se situam, entre outras instituições a Cinemateca Portuguesa ou o Novo Banco, passou a ter esta designação, por decisão unânime, numa deliberação camarária tomada na 19.ª Sessão Extraordinária da Câmara Municipal de Lisboa, aos 06 de Maio de 1882, à qual presidia Rosa Araújo.
Faleceu, com 81 anos, a 6 de Maio de 1895, no seu palacete na rua a que fora dado o seu nome, em Lisboa, situado no local onde hoje se encontra a sede do banco português Novo Banco, inicialmente construída para sede do Banco Espírito Santo.

## Curiosidades
A Rua Rosa Araújo é hoje perpendicular à Rua Barata Salgueiro, tendo as ruas Barata Salgueiro e Castilho sido calcetadas e iluminadas em 1886, ano da inauguração oficial da Avenida. Do mesmo plano de urbanização faziam parte os bairros (Antão) Barata Salgueiro, a ocidente, e Camões, a oriente.